# 랜스 딜
랜스 얼 딜(영어: Lance Earl Deal, 1961년 8월 21일~)는 미국의 전직 육상 선수로 주 종목은 해머던지기이다. 올림픽에 4회(1988, 1992, 1996, 2000) 참가했으며 1996년 하계 올림픽 남자 해머던지기 종목에서 은메달을 획득했다. 